# Camille Quesneville
Camille Quesneville, né le 2 mai 1901 à Paris et mort dans la même ville le 18 septembre 1971, est un graveur, imprimeur d'art et peintre français.

## Biographie
Camille Quesneville appartenait à une ancienne tradition familiale de graveurs montmartrois: les Delâtre. Petit fils d'Auguste Delâtre, il travailla avec son oncle Eugène Delâtre dans son atelier de la rue Lepic, puis s'installa à la cité des fusains. Il y effectua son travail de graveur-imprimeur d’art, imprimant pour lui et d’autres artistes, gravures et livres pour bibliophiles. Il fondit l’association « pointe et burin » en 1956 pour promouvoir les jeunes graveurs talentueux.
Il développa son œuvre faisant de la montagne son sujet de prédilection. Il fut attiré par elle pour la variété de ses paysages, mais aussi pour une symbolique mystique qu’il y trouvait. Éliminant les détails secondaires, il s’efforçait de retranscrire son impression première. Il exprime le plus souvent les relations entre la terre, le ciel, la neige, les arbres, et les cimes, jouant sur des contrastes marqués entre le noir et le blanc, utilisant la pierre noire, l’eau-forte, l’aquatinte et la pointe sèche.